# Jenni Meno
Jenni Meno (Westlake, 10 novembre 1970) è un'ex pattinatrice artistica su ghiaccio statunitense, specializzata nel pattinaggio artistico su ghiaccio a coppie.

## Palmarès

### Individuale femminile
| Evento                            | 1989 |
| --------------------------------- | ---- |
| Campionati nazionali statunitensi | 10°  |

### Coppie

#### Con Todd Sand
| Internazionali                                                                      | Internazionali | Internazionali | Internazionali | Internazionali | Internazionali | Internazionali |
| Evento                                                                              | 1992–93        | 1993–94        | 1994–95        | 1995–96        | 1996–97        | 1997–98        |
| ----------------------------------------------------------------------------------- | -------------- | -------------- | -------------- | -------------- | -------------- | -------------- |
| Giochi olimpici invernali                                                           |                | 5°             |                |                |                | 8°             |
| Campionati mondiali                                                                 | 5°             | 6°             | 3°             | 3°             | 5°             | 2°             |
| CS Finale                                                                           |                |                |                | 4°             | R              |                |
| CS Lalique                                                                          |                | 3°             |                | 3°             | 2°             |                |
| CS NHK Trophy                                                                       |                |                | 5°             |                | 1°             | 2°             |
| CS Skate America                                                                    |                |                |                | 2°             |                |                |
| Prague Skate                                                                        | 1°             |                |                |                |                |                |
| Nazionali                                                                           |                |                |                |                |                |                |
| Campionati statunitensi                                                             | 2°             | 1°             | 1°             | 1°             | 2°             | R              |
| CS = Champions Series dal 1995–1996 (in seguito rinominati Grand Prix) R = Ritirati |                |                |                |                |                |                |

#### Con Scott Wendland
| Internazionali            | Internazionali | Internazionali |
| Evento                    | 1990–1991      | 1991–1992      |
| ------------------------- | -------------- | -------------- |
| Giochi olimpici invernali |                | 11°            |
| Campionati mondiali       | 10°            | 11°            |
| Skate Canada              |                | 5°             |
| Nazionali                 |                |                |
| Campionati statunitensi   | 3°             | 2°             |